# Gemeentehuis van Battice

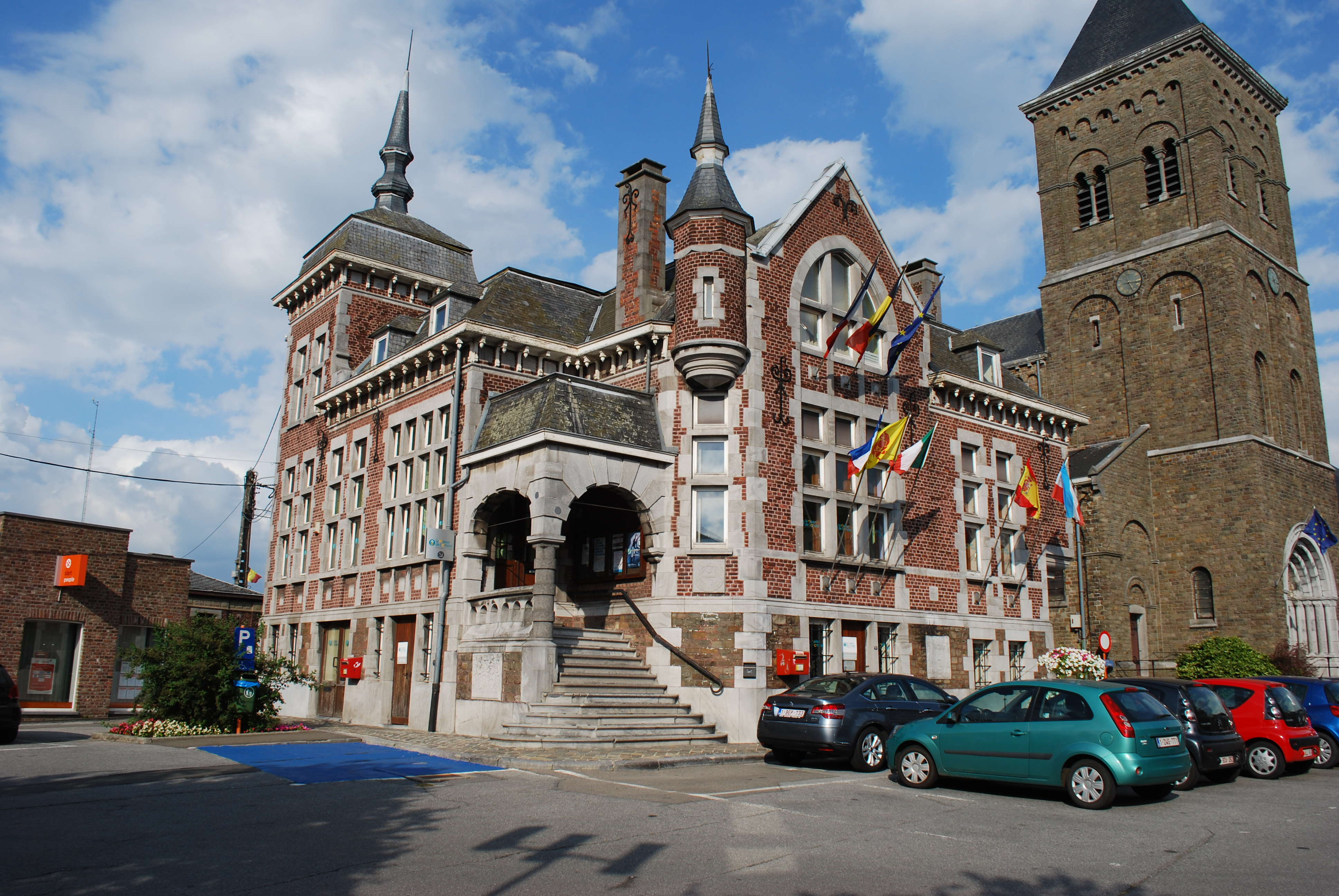
Gemeentehuis van Battice

Het gemeentehuis van Battice is een voormalig gemeentehuis in de tot de Belgische gemeente Herve behorende plaats Battice, aan de Rue du Centre tegenover de kerk.

## Geschiedenis
Het eerste gemeentehuis werd in 1716 gebouwd. Tussen 1790 en 1794 huisvestte het ook het Hof van Justitie van de ban van Herve. In 1880 kwam er een groter gemeentehuis. Dit werd echter door de Duitse troepen in brand gestoken. Herbouw volgde in 1923.

## Gebouw
Het betreft een bakstenen gebouw met kalkstenen omlijstingen en hoekbanden in neorenaissancestijl. Kenmerkend zijn de overdekte ingang met trap, de hoektoren en een erkertoren.
In de gevel bevinden zich een tweetal ingemetselde gevelstenen, afkomstig van het Kasteel van Crèvecœur, en wel één uit 1716 met wapenschild van Charles de Joseph d'Aspremont Lynden, en één uit 1642 met de wapenschilden van de families Caldenbourg en Barbieus.